# Castle Mountain (Montana)
Castle Mountain je hora v Carbon County, na jihu Montany, ve Spojených státech amerických. 
S nadmořskou výškou 3 846 metrů je třetí nejvyšší horou Montany. 
Castle Mountain leží ve východní části pohoří Beartooth Mountains, 15,5 kilometrů jihovýchodně od nejvyššího vrcholu pohoří a Montany Granite Peak. Je součástí Yellowstonské oblasti, leží v severních amerických Skalnatých horách, přibližně dvě desítky kilometrů severně od Yellowstonského národního parku.